# DETOX
DETOX（デトックス）はONE OK ROCKの11枚目のオリジナル・アルバム。2025年2月21日に全世界同時発売された。

## 概要
前作『Luxury Disease』より、およそ2年半ぶりのこのアルバムは、映画『キングダム 大将軍の帰還』の主題歌『Delusion:All』、日本テレビ「news zero」のエンディングテーマ『Dystopia』、TBS日曜劇場『御上先生』の主題歌『Puppets Can't Control You』などを含む11曲となっている。スマホアプリ『モンスターハンターNow』のタイアップ曲としてリリースした『Make It Out Alive』は未収録となっている。
国内盤・輸入盤ともに収録曲は共通だが、輸入盤は一部の歌詞が異なっている。初回限定盤にはこれまでのように、アコースティックセッションの模様を収録したDVDが付属する。
Takaは本作を作る上で、「アルバムのコンセプトを題材にした40ページ程の本を作り、その内容に共感した人と共に制作する」という異例の方法を取り入れた。

## 収録曲
1. NASTY
2. Dystopia
  - 日本テレビ「news zero」エンディングテーマ
3. Tropical Therapy
  - アルバムリリースと同日にミュージックビデオを公開した。
4. Delusion:All
  - 映画『キングダム 大将軍の帰還』主題歌
5. Party's Over
6. Puppets Can't Control You
  - TBS日曜劇場『御上先生』主題歌
7. Tiny Pieces
8. This Can't Be Us
9. +Matter
  - アサヒスーパードライCMソング
10. C.U.R.I.O.S.I.T.Y. (feat. Paledusk and CHICO CARLITO)
11. The Pilot </3